# St. Johannis (Tautenhain)

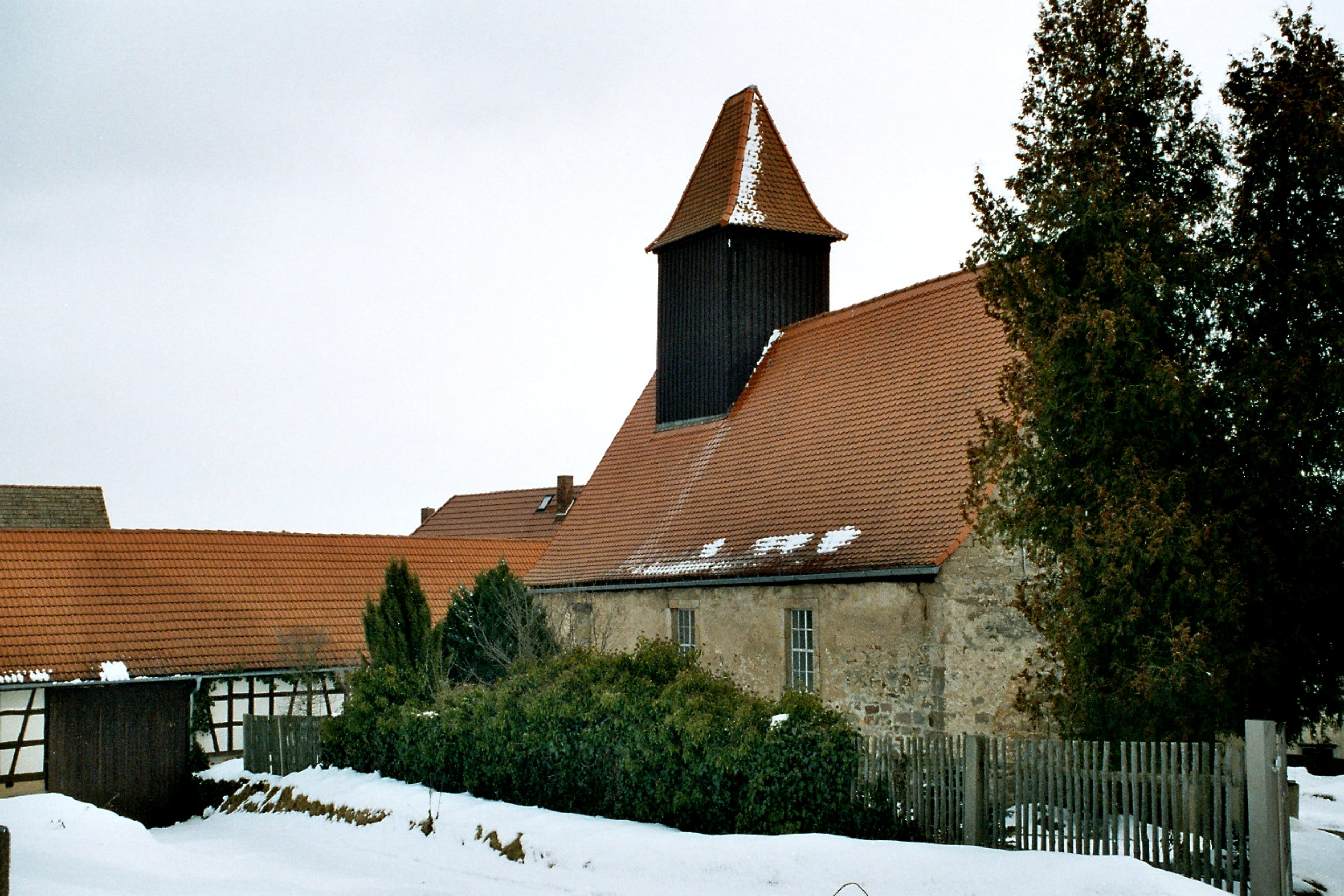
St. Johannis

Die denkmalgeschützte evangelisch-lutherische Kirche St. Johannis steht in Tautenhain, einer Gemeinde im Saale-Holzland-Kreises von Thüringen. Die Kirchengemeinde Tautenhain gehört zum Pfarrbereich Bad Klosterlausnitz im Kirchenkreis Eisenberg der Evangelischen Kirche in Mitteldeutschland.

## Beschreibung
Eine Kapelle wurde im Jahre 1533 erstmals erwähnt, welche zum Kloster Lausnitz gehörte. Damals erhielt sie ihren Namen.
Die heutige Saalkirche wurde unter der Verwendung älterer Bauteile 1743 errichtet. Aus dem Satteldach erhebt sich im Osten ein mächtiger Dachreiter, der mit einem Walmdach bedeckt ist.
Im Innenraum hat sie eine umlaufende Empore und ist mit einer farbigen Holzbalkendecke überspannt. Der Kanzelaltar an der Ostseite ist farbig gestaltet. Der geschnitzte Taufengel im Altarraum geht auf die Erbauungszeit zurück.
Die Orgel aus dem Jahr 1878 mit 12 Registern, verteilt auf 2 Manuale und Pedal, stammt von Friedrich Ladegast. Ursprünglich stand sie im Lehrerseminar in Altenburg und wurde 1920 nach Tautenhain umgesetzt.
Ein Teil der Kirchenbänke stammt aus der 1978 gesprengten Markuskirche Leipzig.
Im Jahr 2005 wurde die Kirche außen und innen saniert und 2006 wurde auch die Orgel überholt.